# سلاتینا، چاچاک
سلاتینا (به صربی: Slatina) یک روستا در صربستان است که در چاچاک واقع شده‌است.
 سلاتینا ۸٫۴۲ کیلومتر مربع مساحت و ۵۷۵ نفر جمعیت دارد و ۲۹۷ متر بالاتر از سطح دریا واقع شده‌است.